# Brislach
Brislach je obec ve švýcarském kantonu Basilej-venkov. Žije zde přibližně 1 700 obyvatel.

## Geografie
Venkovská obec se nachází asi 20 km jihozápadně od Basileje, na začátku údolí Lüsseltal. Okresní město Laufen se nachází 3 kilometry na západ. Rozloha obce je 939 ha, z toho 53 % tvoří zemědělská půda, 39 % lesy a 8 % zastavěná plocha.

## Historie

Letecký pohled (1953)

První doložená zmínka o Brislachu pochází z roku 1144 jako Brislacho. Až do konce 19. století se jednalo o čistě zemědělskou obec, domy stály výhradně podél hlavní cesty. Zůstalo zde asi tucet statků, z nichž většina se nachází mimo centrum obce. Zbytek obce tvoří především obytné čtvrti a několik podniků.
V roce 1792 vtrhli Francouzi do oblasti Laufentalu a Brislach patřil nejprve k Rauracké republice a od roku 1793 k départementu Mont-Terrible. V roce 1815 se obec rozhodnutím Vídeňském kongresu stala součástí Švýcarska a byla přiřazena do kantonu Bern. V otázce změny kantonu pro okres Laufen obec upřednostnila připojení ke kantonu Solothurn a v obou hlasováních v letech 1983 a 1989 se vyslovila proti připojení ke kantonu Basilej-venkov. Nakonec se obec připojila ke kantonu Basilej-venkov spolu se zbytkem okresu. Změna vstoupila v platnost v roce 1994.
Po roce 1980 se počet obyvatel obce začal prudce zvyšovat v souvislosti s intenzivní výstavbou nových domů a Brislach se stal atraktivní rezidenční obcí v dojezdové vzdálenosti od Basileje.

## Obyvatelstvo
| Vývoj počtu obyvatel | Vývoj počtu obyvatel | Vývoj počtu obyvatel | Vývoj počtu obyvatel | Vývoj počtu obyvatel | Vývoj počtu obyvatel | Vývoj počtu obyvatel | Vývoj počtu obyvatel | Vývoj počtu obyvatel | Vývoj počtu obyvatel | Vývoj počtu obyvatel | Vývoj počtu obyvatel | Vývoj počtu obyvatel |
| -------------------- | -------------------- | -------------------- | -------------------- | -------------------- | -------------------- | -------------------- | -------------------- | -------------------- | -------------------- | -------------------- | -------------------- | -------------------- |
| Rok                  | 1630                 | 1771                 | 1850                 | 1870                 | 1900                 | 1930                 | 1950                 | 1960                 | 1970                 | 1980                 | 1990                 | 2000                 |
| Počet obyvatel       | 205                  | 375                  | 442                  | 401                  | 424                  | 507                  | 615                  | 722                  | 829                  | 864                  | 1062                 | 1392                 |

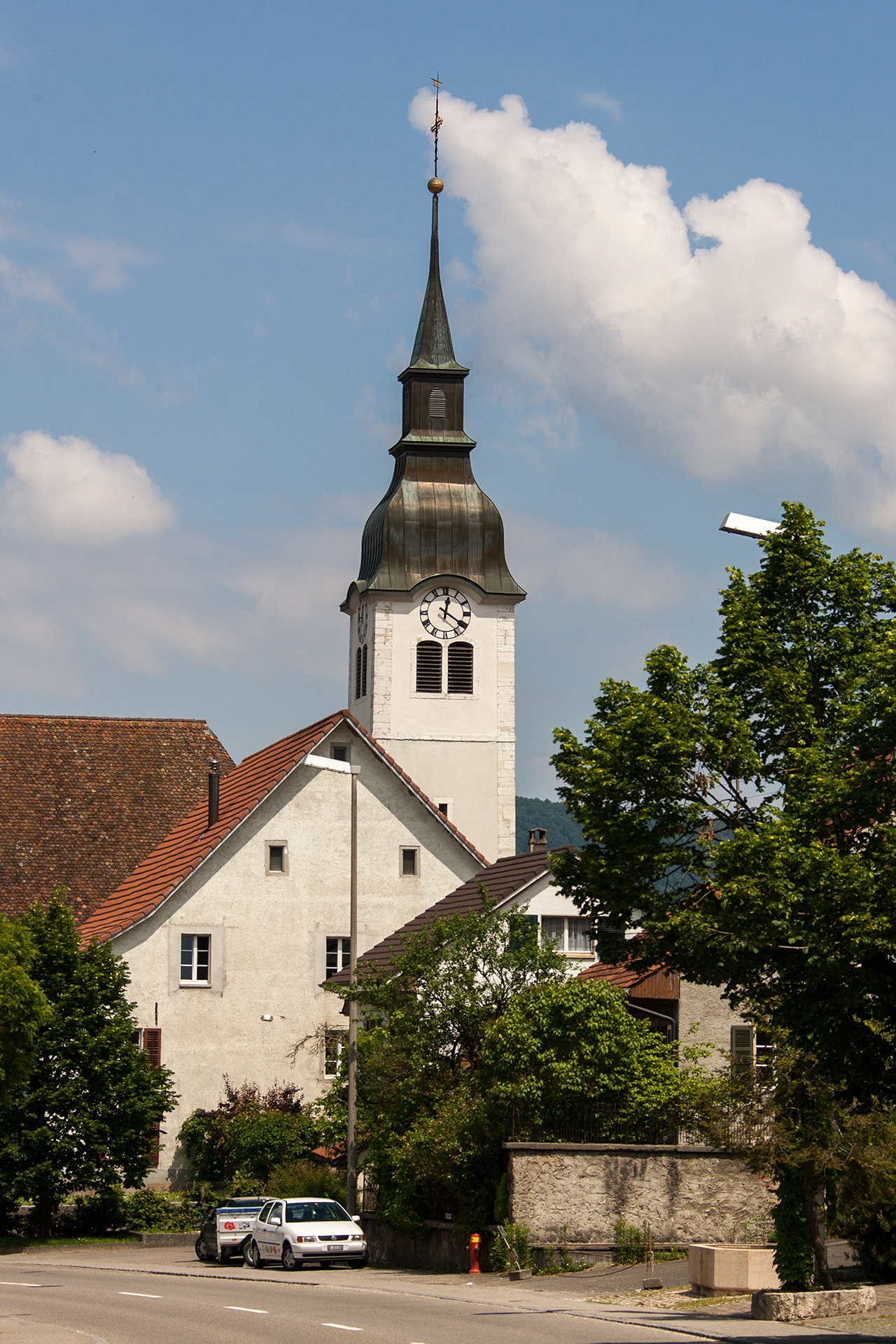
Kostel

Z celkového počtu obyvatel je 95,3 % německy mluvících a 1,1 % italsky mluvících (k roku 2000). V roce 2008 v obci žilo 9,9 % cizinců.

## Hospodářství
Důležitým zdrojem příjmů jsou malé podniky a zemědělství. V Brislachu se nachází důležitá elektrická rozvodna, která zásobuje energií mimo jiné město Basilej. V souvislosti s odpovědností za elektrická zařízení, jako je rozvodna a přenosové vedení, se vyskytly právní problémy, protože okres Laufen byl převeden z kantonu Bern do kantonu Basilej-venkov.

## Doprava
Do obce vede pouze vedlejší silnice, vycházející v obci Zwingen z kantonální hlavní silnice č. 18 (Basilej–Laufen).
Železniční trať Basilej–Delémont prochází několik kilometrů od obce a jezdí po ní v pravidelném intervalu vlaková linka S3 basilejské S-Bahn. Do Zwingenu a Laufenu jezdí z Brislachu autobusová linka Postauto.